# Lars Fredrik Isander
Lars Fredrik Isander, född 12 december 1828 i Odensala församling, Stockholms län, död 22 februari 1893 i Linköpings församling, Östergötlands län, var en svensk lärare och simpionjär. Han fick simhoppet isanderska hoppet uppkallat efter sig.

## Biografi
Isander föddes 1828 i Odensala församling. Han var son till kyrkoherden Nils Isander och Henrica Emerentia Küsel. Isander studerade i Uppsala och blev höstterminen 1847 student vid Uppsala universitet. Han avlade filosofie kandidatexamen vårterminen 1859 och filosofie doktorexamen 31 maj 1860.
I Uppsala var han vid mitten av 1800-talet även aktiv som både simmare och simhoppare vid det då nya badhuset i anslutning till Fyrisån. I badhusets trampolin testades olika hopptekniker, och Isander experimenterade fram det hopp som kom att få namn efter honom. Isanderska hoppet eller isander utförs via ett upphopp framåt, därefter en halv volt bakåt och dyk ner i vattnet med huvudet före. Det är ett vanligt simhopp, även vid tävling. Hoppet anses, trots sin enkelhet, som en av de samtidigt både svåraste och vackraste simhoppen. En vidareutveckling av hoppet är mollbergaren, som skapades av Anders Fredrik Mollberg när han omvandlade den halva volten till en hel volt. Mollberg var verksam som simlärare i Uppsala ett par årtionden senare än Isander.
Isander flyttade 1862 till Linköping, där han kom att arbeta vid Linköpings Elementarläroverk och året efter gifte sig med Matilda Augusta Löf. Senare utsågs han till skolrektor. Han var fortsatt aktiv inom simidrotten, nu som del av Linköpings Allmänna Simsällskap (LASS). Han utsågs senare till både ordförande och promotor för sällskapet.

### Familj
Isander gifte sig 1863 med Matilda August Löf (1841–1917). Hon var dotter till källarmästaren Claës Löf och Maria Jägare i Uppsala. De fick tillsammans barnen regementsläkaren Claës Fredrik Isander, Maria Henrika Isander, Emma Isander (1868–1870), Lars Jakob Isander (född 1870), Anna Elisabeth Isander (född 1871), Nils Isander (1874–1874), Karin Matilda Isander (1875–1877), Erik Isander (1877–1877) och Karl Isander (1879–1884).